# Eucorna
Genre
Eucorna est un genre d'insectes lépidoptères (papillons) de la famille des Riodinidae qui ne comprend qu'une seule espèce, Eucorna satanaris.

## Dénomination
Le nom Eucorna leur a été donné par Embrik Strand en 1932.

## Liste d'espèces
Eucorna satanaris  (Schaus, 1902) est présent au Brésil dans la région de Rio de Janeiro.